# Fatale
Fatale — серия комиксов, которую в 2012—2014 годах издавала компания Image Comics.

## Синопсис
2012 год. Журналист сталкивается с женщиной, которая находится в бегах с 1935 года.

## Коллекционные издания
| Название                             | Тип              | Дата выхода      | Собранный материал | Кол-во страниц | ISBN                       |
| ------------------------------------ | ---------------- | ---------------- | ------------------ | -------------- | -------------------------- |
| Fatale, Vol. 1: Death Chases Me      | Мягкая обложка   | 27 июня 2012     | Fatale #1-5        | 144            | 978-1607065630, 1607065630 |
| Fatale, Vol. 2: The Devil’s Business | Мягкая обложка   | 2 января 2013    | Fatale #6-10       | 136            | 978-1607066187, 1607066181 |
| Fatale, Vol. 3: West of Hell         | Мягкая обложка   | 26 июня 2013     | Fatale #11-14      | 128            | 978-1607067436, 1607067439 |
| Fatale, Vol. 4: Pray for Rain        | Мягкая обложка   | 12 февраля 2014  | Fatale #15-19      | 144            | 978-1607068358, 1607068354 |
| Fatale, Vol. 5: Curse the Demon      | Мягкая обложка   | 24 сентября 2014 | Fatale #20-24      | 144            | 978-1632150073, 1632150077 |
| Fatale: Deluxe Edition, Vol. 1       | Твёрдый переплёт | 5 марта 2014     | Fatale #1-10       | 288            | 978-1607069423, 1607069423 |
| Fatale: Deluxe Edition, Vol. 2       | Твёрдый переплёт | 11 ноября 2015   | Fatale #11-24      | 440            | 978-1632155030, 1632155036 |

## Реакция

### Отзывы критиков
На сайте Comic Book Roundup серия имеет оценку 8,7 из 10 на основе 218 рецензий. Эрик Норрис из IGN дал первому выпуску 8,5 балла из 10 и слегка расстроился из-за того, что в его конце не было клиффхэнгера, как в предыдущих работах дуэта. Дуг Завиша из Comic Book Resources отметил, что обложка напечатана почти из того же материала, как и сам дебютный выпуск. Скотт Седерланд из Newsarama поставил первому выпуску оценку 9 из 10 и посчитал, что «в последнее время Брубейкер, похоже, увлекается метапрозой». Ник Буассон из Comics Bulletin вручил дебюту 5 звёзд из 5, но сделал небольшие замечания художнику. Рецензент из Comic Vine тоже дал первому выпуску 5 звёзд из 5 и назвал его блестящим.

### Награды и номинации
| Год  | Награда       | Категория              | Результат | Пр.    |
| ---- | ------------- | ---------------------- | --------- | ------ |
| 2013 | Eisner Awards | Best Continuing Series | Номинация | [ 15 ] |
| 2013 | Eisner Awards | Best New Series        | Номинация | [ 15 ] |

### Продажи
Ниже представлен график продаж комикса за первый месяц выпуска на территории Северной Америки.